# Arnay-le-Duc
Pour les articles homonymes, voir Leduc.
Arnay-le-Duc est une commune française située dans le canton d'Arnay-le-Duc du département de la Côte-d'Or, en région Bourgogne-Franche-Comté.

## Géographie
Cette commune est située entre le Morvan et l’Auxois. Il s’agit d’un carrefour où se rejoignent la RN 6 (Paris-Lyon) et la RN 81 qui desservent le centre, via Autun ; ces routes étant tracées sur d’anciennes voies de communication d’abord gallo-romaines (entre Autun et Alesia), puis médiévales entre le couloir rhodanien et les foires champenoises.
Source de la rivière Arroux (étang de Barraux) qui se jette dans la Loire à Digoin (120 km).

### Climat
Pour des articles plus généraux, voir Climat de la Bourgogne-Franche-Comté et Climat de la Côte-d'Or.
En 2010, le climat de la commune est de type climat océanique dégradé des plaines du Centre et du Nord, selon une étude du Centre national de la recherche scientifique s'appuyant sur une série de données couvrant la période 1971-2000. En 2020, Météo-France publie une typologie des climats de la France métropolitaine dans laquelle la commune est exposée à un climat océanique altéré et est dans la région climatique Lorraine, plateau de Langres, Morvan, caractérisée par un hiver rude (1,5 °C), des vents modérés et des brouillards fréquents en automne et hiver.
Pour la période 1971-2000, la température annuelle moyenne est de 10 °C, avec une amplitude thermique annuelle de 16,6 °C. Le cumul annuel moyen de précipitations est de 921 mm, avec 12,3 jours de précipitations en janvier et 7,9 jours en juillet. Pour la période 1991-2020, la température moyenne annuelle observée sur la station météorologique de Météo-France la plus proche, « Arnay_sapc », sur la commune de Saint-Prix-lès-Arnay à 2 km à vol d'oiseau, est de 10,5 °C et le cumul annuel moyen de précipitations est de 799,9 mm,. Pour l'avenir, les paramètres climatiques de la commune estimés pour 2050 selon différents scénarios d'émission de gaz à effet de serre sont consultables sur un site dédié publié par Météo-France en novembre 2022.

## Urbanisme

### Typologie
Au 1er janvier 2024, Arnay-le-Duc est catégorisée bourg rural, selon la nouvelle grille communale de densité à 7 niveaux définie par l'Insee en 2022.
Elle est située hors unité urbaine et hors attraction des villes,.

### Occupation des sols
L'occupation des sols de la commune, telle qu'elle ressort de la base de données européenne d’occupation biophysique des sols Corine Land Cover (CLC), est marquée par l'importance des territoires agricoles (76,3 % en 2018), une proportion sensiblement équivalente à celle de 1990 (76,7 %). La répartition détaillée en 2018 est la suivante : prairies (62,7 %), zones urbanisées (11,2 %), forêts (11,2 %), terres arables (8,9 %), zones agricoles hétérogènes (4,7 %), mines, décharges et chantiers (1,3 %). L'évolution de l’occupation des sols de la commune et de ses infrastructures peut être observée sur les différentes représentations cartographiques du territoire : la carte de Cassini (XVIIIe siècle), la carte d'état-major (1820-1866) et les cartes ou photos aériennes de l'IGN pour la période actuelle (1950 à aujourd'hui).

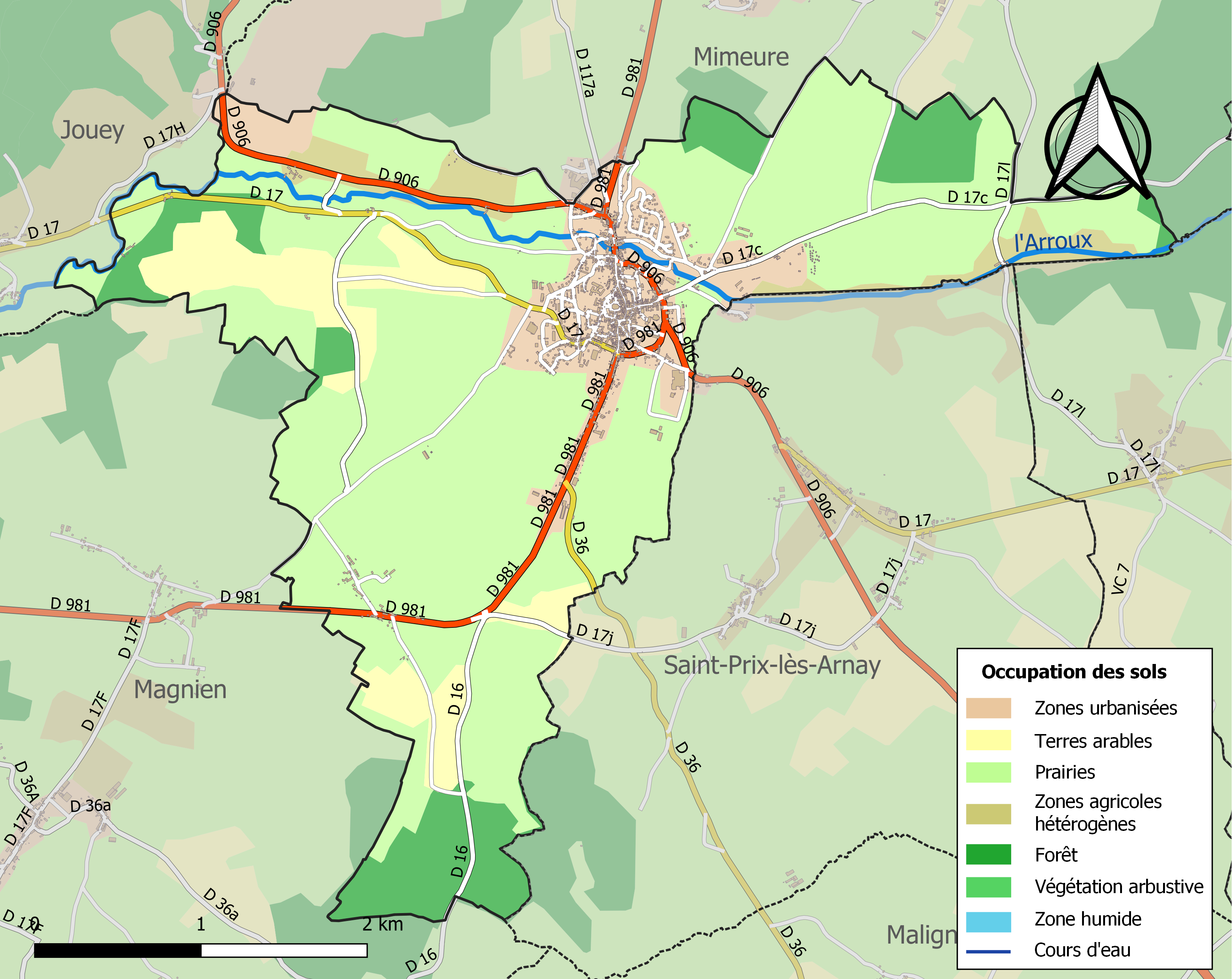
Carte des infrastructures et de l'occupation des sols de la commune en 2018 (CLC).

## Toponymie
Du nom d'homme gaulois Arnos + acum. La ville doit son qualificatif de « le Duc » au duc de Bourgogne Eudes IV, qui l'acheta en 1342.
Les habitants sont les Arnétois (gentilé ; et l'adjectif arnétois/arnétoise).

## Histoire
La ville était déjà occupée à l'époque romaine : elle est située sur la voie romaine d'Autun à Langres. En outre, elle est située à une journée de marche d'Autun, Saulieu, Beaune ou Sombernon. Elle a donc toujours été un carrefour important.
Bataille du 27 juin 1570 : pendant les guerres de Religion, les armées catholiques du maréchal de Cossé, y sont battues par les armées protestantes de Gaspard II de Coligny. Ce fut le premier engagement militaire de Henri de Navarre, le futur Henri IV. Jean de La Taille y est blessé.
Arrestation des tantes du roi Louis XVI en fuite février-mars 1791. Au cours de la période révolutionnaire de la Convention nationale (1792-1795), la commune a porté le nom d'Arnay-sur-Arroux,. Elle fut chef-lieu du district d'Arnay-sur-Arroux de 1790 à 1795.
En 1827, passage de la girafe offerte à Charles X par Méhémet Ali dans sa montée vers Paris et première girafe vivante à se trouver en France. Le 3 décembre 1870, durant la guerre franco-allemande, un engagement militaire y eut lieu.
Arnay a bénéficié d'une gare sur la ligne d'Épinac à Pouillenay de 1891 au 4 octobre 1953 pour le service voyageurs. Le service marchandises est maintenu vers Épinac jusqu'au 28 mai 1978 et jusqu'au 1er octobre 1988 vers Pouillenay. La ligne est entièrement déclassée le 14 février 1992.

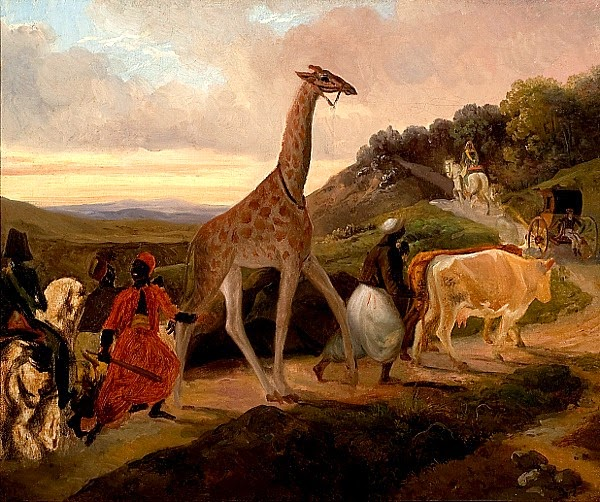
Le Passage de la girafe près d'Arnay-le-Duc, tableau de Jacques Raymond Brascassat (1827), actuellement au musée des Beaux-Arts de Beaune.
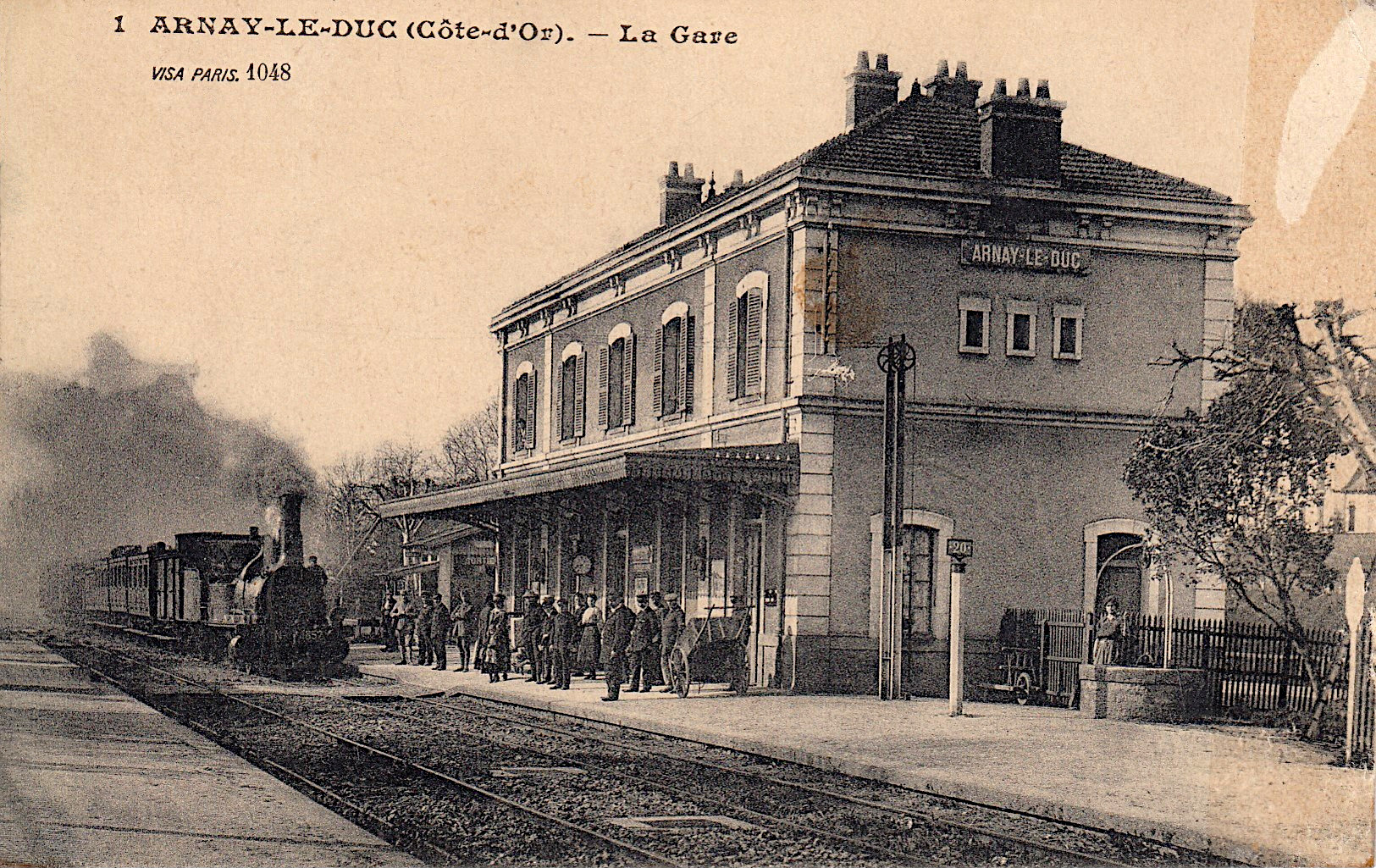
La gare.

## Politique et administration

### Ancien régime
| Période | Période | Identité                   | Étiquette | Qualité                     |
| ------- | ------- | -------------------------- | --------- | --------------------------- |
| 1596    | 1599    | Pierre Bricard             |           | Noble                       |
| 1599    | 1602    | Gabriel Soirot             |           | Procureur-syndic            |
| 1602    | 1605    | Gabriel Lardillon          |           |                             |
| 1605    | 1608    | Léonard Guillaume          |           |                             |
| 1608    | 1610    | Jean Grillot               |           |                             |
| 1610    | 1612    | Philibert Voisenet         |           |                             |
| 1612    | 1615    | Nicolas Bonamour           |           |                             |
| 1615    | 1617    | Pierre Soirot              |           |                             |
| 1617    | 1623    | Nicolas Bonamour           |           |                             |
| 1623    | 1626    | Abraham La Curne           |           |                             |
| 1626    | 1628    | Jean-Baptiste Larcher      |           |                             |
| 1628    | 1629    | Léonard Guillaume          |           |                             |
| 1629    | 1632    | Claude d'Arlay             |           | Ecuyer                      |
| 1632    | 1634    | Jacques du Ban             |           |                             |
| 1634    | 1636    | Jean-Baptiste Lardillon    |           |                             |
| 1636    | 1637    | Jean-Baptiste La Curne     |           |                             |
| 1637    | 1639    | Jean-Baptiste Boulley      |           |                             |
| 1639    | 1641    | Claude d'Arlay             |           | Ecuyer                      |
| 1641    | 1643    | François Languet           |           |                             |
| 1643    | 1646    | Claude Bonnard             |           |                             |
| 1646    | 1649    | Jacques du Ban             |           |                             |
| 1649    | 1650    | Gabriel Grillot            |           |                             |
| 1650    | 1652    | Etienne Testot             |           |                             |
| 1652    | 1655    | Claude Virey               |           |                             |
| 1655    | 1658    | Philibert Raudot           |           |                             |
| 1658    | 1660    | Claude Virey l'ancien      |           |                             |
| 1660    | 1662    | Jean-Baptiste Moingeon     |           |                             |
| 1662    | 1663    | Henry Larcher              |           |                             |
| 1663    | 1665    | Jean-Baptiste Languet      |           |                             |
| 1665    | 1667    | Philibert Thibert de Sivry |           | Ecuyer et seigneur de Sivry |
| 1667    | 1670    | François Languet           |           |                             |
| 1670    | 1675    | Philibert Thibert de Sivry |           | Ecuyer et seigneur de Sivry |
| 1675    | 1677    | Jean-Baptiste Languet      |           |                             |
| 1677    | 1679    | François Valon             |           |                             |
| 1679    | 1681    | Philippe Languet           |           |                             |
| 1681    | 1683    | Bernard Bonnard            |           |                             |
| 1683    | 1685    | Jean-Baptiste Nicolle      |           |                             |
| 1685    | 1687    | Antoine Hernoux            |           |                             |
| 1687    | 1689    | Marc-Antoine Factet        |           |                             |
| 1689    | 1691    | Etienne Testot             |           |                             |
| 1691    | 1693    | Louis Raudot               |           |                             |
| 1693    | 1713    | Jean-Baptiste Nicolle      |           |                             |
| 1713    | 1747    | Claude Languet de Sivry    |           |                             |
| 1747    | 1776    | Philibert Reffort          |           | Avocat au Parlement         |
| 1776    | 1790    | Philibert Moingeon         |           |                             |

### Après la révolution
| Période                                  | Période               | Identité                                 | Étiquette | Qualité                                                |
| ---------------------------------------- | --------------------- | ---------------------------------------- | --------- | ------------------------------------------------------ |
| 1790                                     | 1791                  | Antoine Guiot                            |           |                                                        |
| 1791                                     | 1792                  | Alexis Guy Raudot                        |           |                                                        |
| 1792                                     | 1794                  | Claude Philippe Billequin                |           | Docteur en médecine                                    |
| 1794                                     | 1800                  | Louis Claude Henry Alexandre Theveneau   |           |                                                        |
| 1800                                     | 1804                  | Nicolas Denis Cattin                     |           |                                                        |
| 1804                                     | 1815                  | Claude Philippe Billequin                |           |                                                        |
| 1815                                     | 1815                  | Pierre de Bouvand                        |           |                                                        |
| 1815                                     | 1816                  | Claude Philippe Billequin                |           |                                                        |
| 1816                                     | 1817                  | Jean François Raudot                     |           |                                                        |
| 1817                                     | 1830                  | Jean Baptiste Marie Pinot                |           |                                                        |
| 1830                                     | 1830                  | François Bourceret                       |           | Receveur                                               |
| 1830                                     | 1830                  | François Bourceret                       |           |                                                        |
| 1830                                     | 1841                  | Claude Bonamour                          |           |                                                        |
| 1830                                     | 1841                  | Claude Bonamour                          |           |                                                        |
| 1841                                     | 1848                  | Jean Baptiste Marie Pinot                |           |                                                        |
| 1848                                     | 1849                  | Philibert Michot                         |           | Marchand de fer                                        |
| 1849                                     | 1852                  | Jean Baptiste François Nicolas Duroussin |           | Avocat au parlement                                    |
| 1852                                     | 1852                  | Louis Gasapard Pinot                     |           |                                                        |
| 1852                                     | 1865                  | Jean François Jules Le Riche             |           | Juge de Paix                                           |
| 1865                                     | 1870                  | Jean Baptiste Faivre-David               |           | Président de la commission administrative de l'hospice |
| 1870                                     | 1876                  | Jean Baptiste Saulgeot                   |           | Négociant                                              |
| 1876                                     | 1884                  | Jean Baptiste Michéa                     |           |                                                        |
| 1884                                     | 1900                  | Antoine François Vollot                  |           |                                                        |
| 1900                                     | 1912                  | Alfred Creusvaux                         |           | Industriel                                             |
| 1912                                     | 1918                  | Nicolas Justin Hutin                     |           |                                                        |
| 1918                                     | 1919                  | Claude Bullier                           |           |                                                        |
| 1919                                     | 1925                  | Georges Horloger                         |           |                                                        |
| 1925                                     | 1926                  | Claude Bullier                           |           |                                                        |
| 1926                                     | 30 avril 1965 (décès) | Claude Guyot                             | SFIO      | Professeur - Député de la Côte-d'Or                    |
| 19 juin 1965                             | 10 décembre 1965      | Louis Lucien Marcel Desauge              | DVG       |                                                        |
| 1965                                     | 1971                  | Henri Cordier                            | DVG       |                                                        |
| 1971                                     | 1983                  | Pierre Meunier                           | PC        | Député de la Côte-d'Or                                 |
| 1983                                     | 1989                  | Jacques Linguanotto                      | DVD       |                                                        |
| 1989                                     | 1995                  | Jeanine Orliac                           | DVG       |                                                        |
| 1995                                     | mars 2008             | Pierre Deloince                          | PS        |                                                        |
| mars 2008                                | 2020                  | Claude Chave                             | LR        | Retraité                                               |
| 2020                                     | En cours              | Benjamin Leroux                          | DVG       | Fleuriste                                              |
| Les données manquantes sont à compléter. |                       |                                          |           |                                                        |

### Jumelages
- Wörrstadt (Allemagne) depuis 1986.

## Population et société

### Démographie
L'évolution du nombre d'habitants est connue à travers les recensements de la population effectués dans la commune depuis 1793. Pour les communes de moins de 10 000 habitants, une enquête de recensement portant sur toute la population est réalisée tous les cinq ans, les populations de référence des années intermédiaires étant quant à elles estimées par interpolation ou extrapolation. Pour la commune, le premier recensement exhaustif entrant dans le cadre du nouveau dispositif a été réalisé en 2008.

En 2022, la commune comptait 1 355 habitants, en évolution de −6,81 % par rapport à 2016 (Côte-d'Or : +0,82 %, France hors Mayotte : +2,11 %).
| 1793  | 1800  | 1806  | 1821  | 1831  | 1836  | 1841  | 1846  | 1851  |
| ----- | ----- | ----- | ----- | ----- | ----- | ----- | ----- | ----- |
| 2 550 | 2 413 | 2 620 | 2 368 | 2 563 | 2 617 | 2 511 | 2 511 | 2 473 |

| 1856  | 1861  | 1866  | 1872  | 1876  | 1881  | 1886  | 1891  | 1896  |
| ----- | ----- | ----- | ----- | ----- | ----- | ----- | ----- | ----- |
| 2 476 | 2 531 | 2 559 | 2 592 | 2 581 | 2 626 | 2 580 | 2 876 | 2 644 |

| 1901  | 1906  | 1911  | 1921  | 1926  | 1931  | 1936  | 1946  | 1954  |
| ----- | ----- | ----- | ----- | ----- | ----- | ----- | ----- | ----- |
| 2 666 | 2 782 | 2 581 | 2 092 | 2 030 | 2 021 | 1 972 | 1 946 | 1 900 |

| 1962  | 1968  | 1975  | 1982  | 1990  | 1999  | 2006  | 2008  | 2013  |
| ----- | ----- | ----- | ----- | ----- | ----- | ----- | ----- | ----- |
| 2 018 | 2 232 | 2 456 | 2 334 | 2 040 | 1 829 | 1 708 | 1 673 | 1 509 |

| 2018  | 2022  | - | - | - | - | - | - | - |
| ----- | ----- | - | - | - | - | - | - | - |
| 1 396 | 1 355 | - | - | - | - | - | - | - |

### Associations
- Association du Centre social du pays d'Arnay Liernais fondée en 1972 par Pierre Meunier[18].
- Confrérie de la poule au pot d'Henry IV et du pays d'Arnay : fondée en 1992 et destinée à la promotion de la gastronomie locale[19].

### Enseignement
- École maternelle Jean de la Fontaine
- École primaire Pierre Meunier
- École primaire privée Jeanne d'Arc
- Collège Claude Guyot

### Loisirs
- Base de loisirs de l'étang Fouché (baignade surveillée en juillet et août).

### Sports
Arnay-le-Duc est un village reconnu sportivement grâce à ses deux associations :
- l'AOA (Association Omnisports Arnaytoise) qui regroupe plusieurs sports tels que le handball et le judo ;
- l'athlé 21 qui est un club d'athlétisme très important en Bourgogne et qui compte quelques licenciés reconnus nationalement et plus.

Le club de handball d’Arnay-le-duc a été créé en 1956 et est encore actuel aujourd'hui. Il compte plusieurs équipes jouant au niveau régional telles que les -18 féminines ou les -18 masculins et même au niveau national (seniors féminines).

### Manifestations culturelles et festivités
- Les Estivales : tous les jeudis soir en juillet et en août, marché nocturne en plein air dans le centre-ville.

## Culture locale et patrimoine

### Lieux et monuments
- L'église Saint-Laurent,
- Le château d'Arnay-le-Duc, dit « ancien château des Princes de Condé »,
- La tour de la motte forte, rebâtie au XVe siècle, c'est le seul vestige du château d'origine, assis sur des bases romaines,
- Les hospices Saint-Pierre,  datant du XVIIe siècle, qui abritent actuellement La Maison régionale des Arts de la table,  musée présentant des expositions sur le thème culinaire,
- Couvent des Capucins d'Arnay-le-Duc,
- Couvent des Ursulines d'Arnay-le-Duc, vendu comme bien national le 7 décembre 1793 (17 frimaire an II), actuelle mairie,
- Le Prieuré de l'ordre de Saint-Benoît, hors les murs, au faubourg Saint-Jacques,
- L'hôpital,
- La « Maison Bourgogne », maison Renaissance commerçante du XVIe siècle, biscuiterie et pâtisserie de 1860 à 1971, qui est actuellement Office de tourisme Pays Arnais Liernais[20].

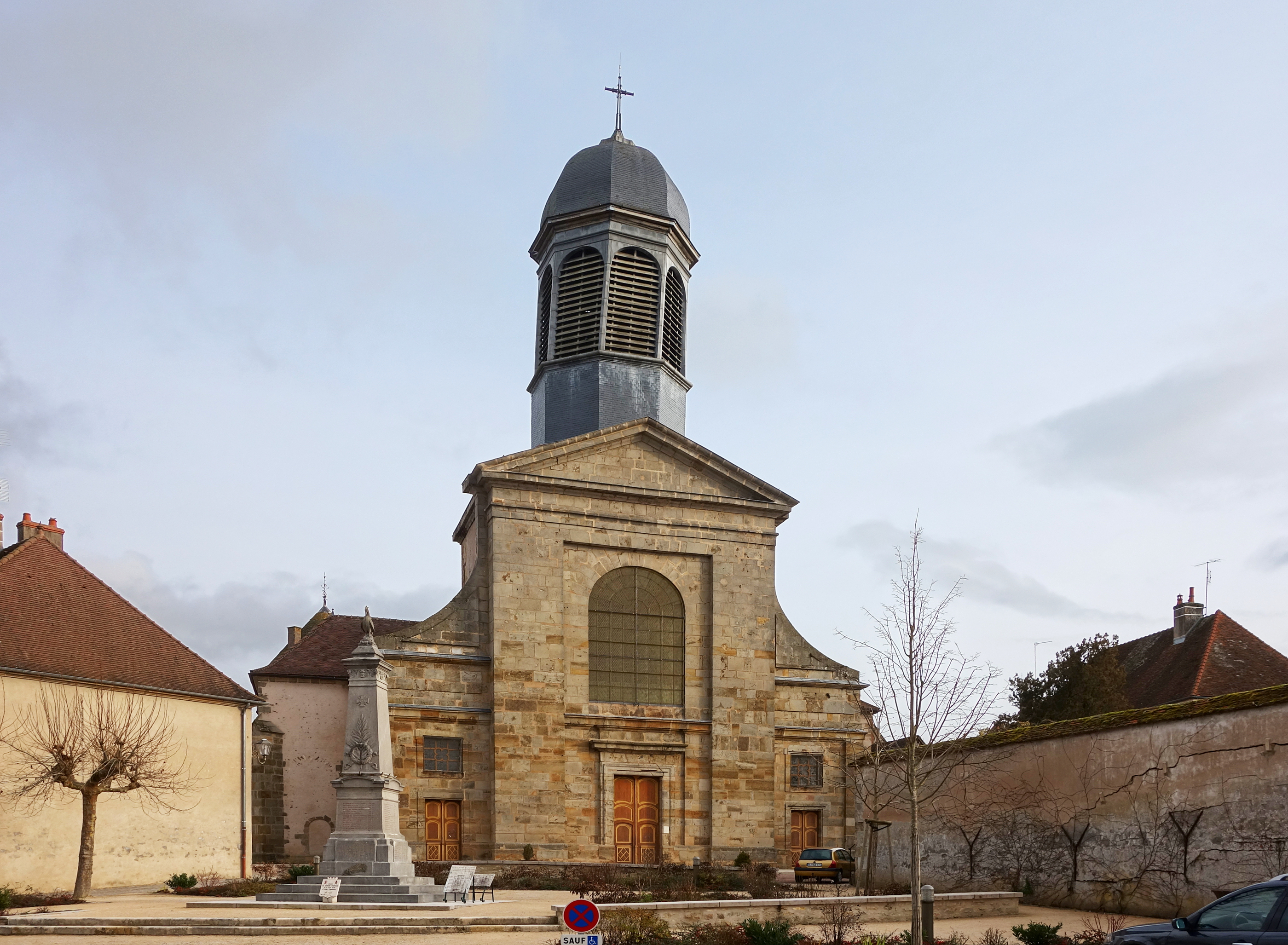
Église Saint-Laurent.
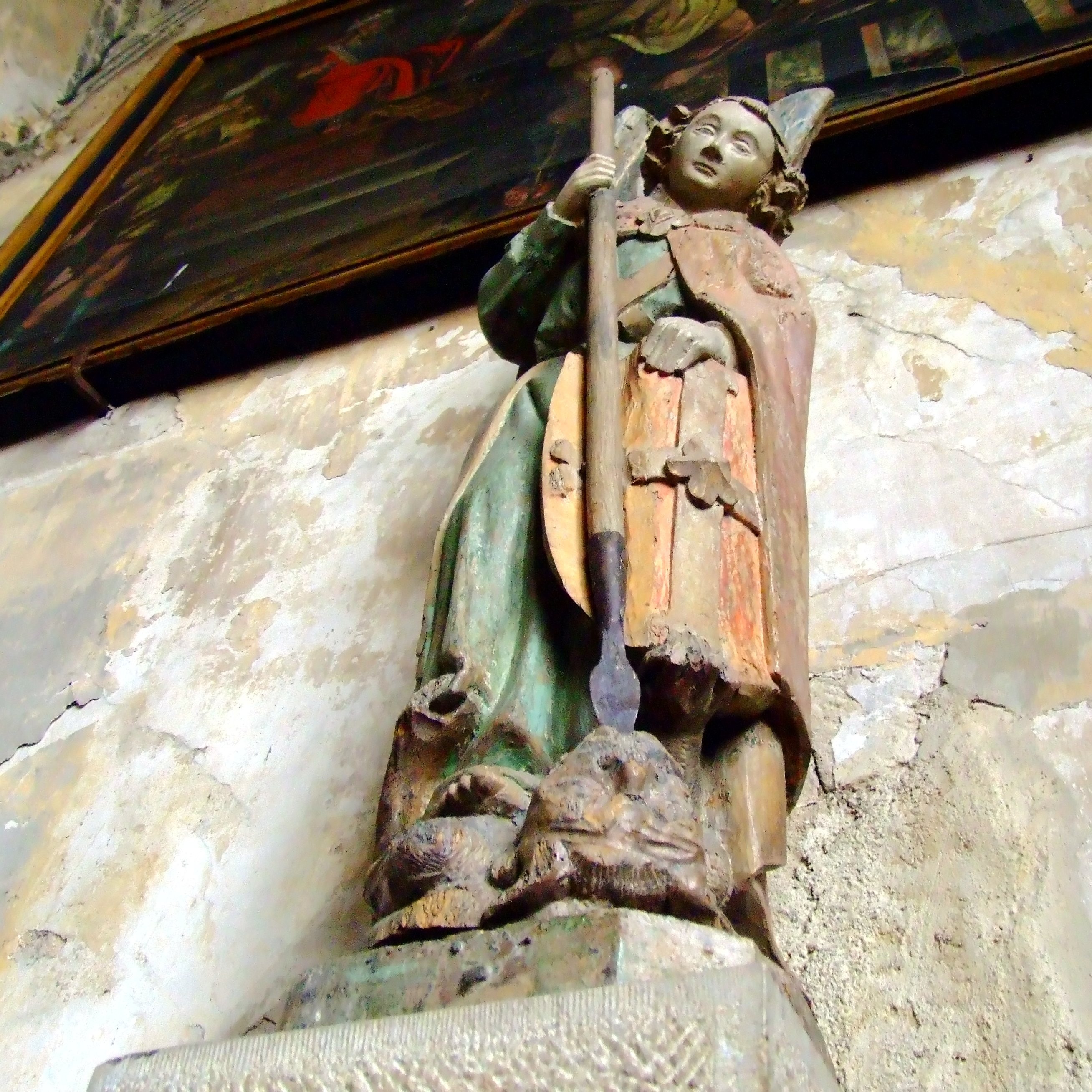
Saint-Michel, bois polychrome, église Saint-Laurent.
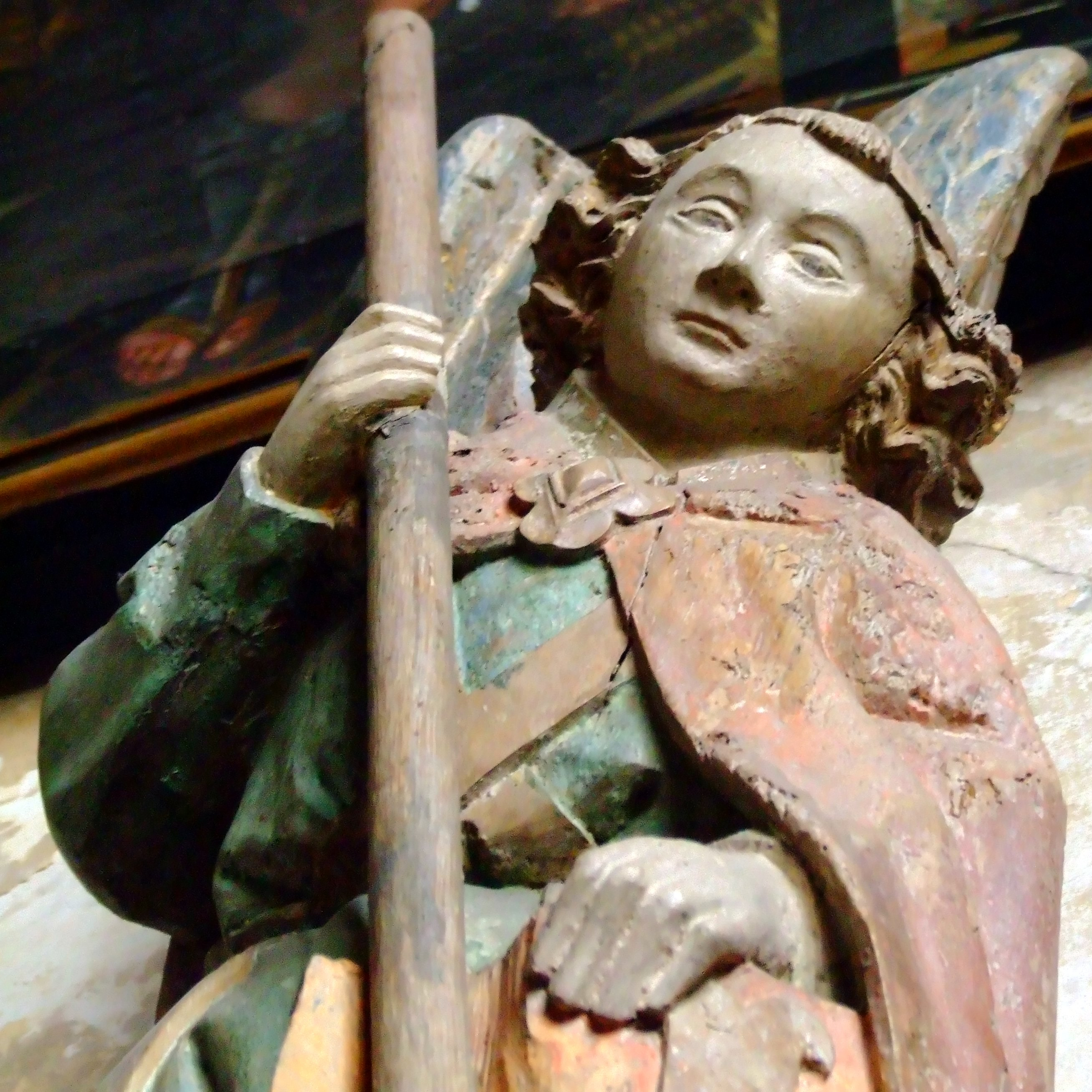
Saint-Michel, bois polychrome, église Saint-Laurent.
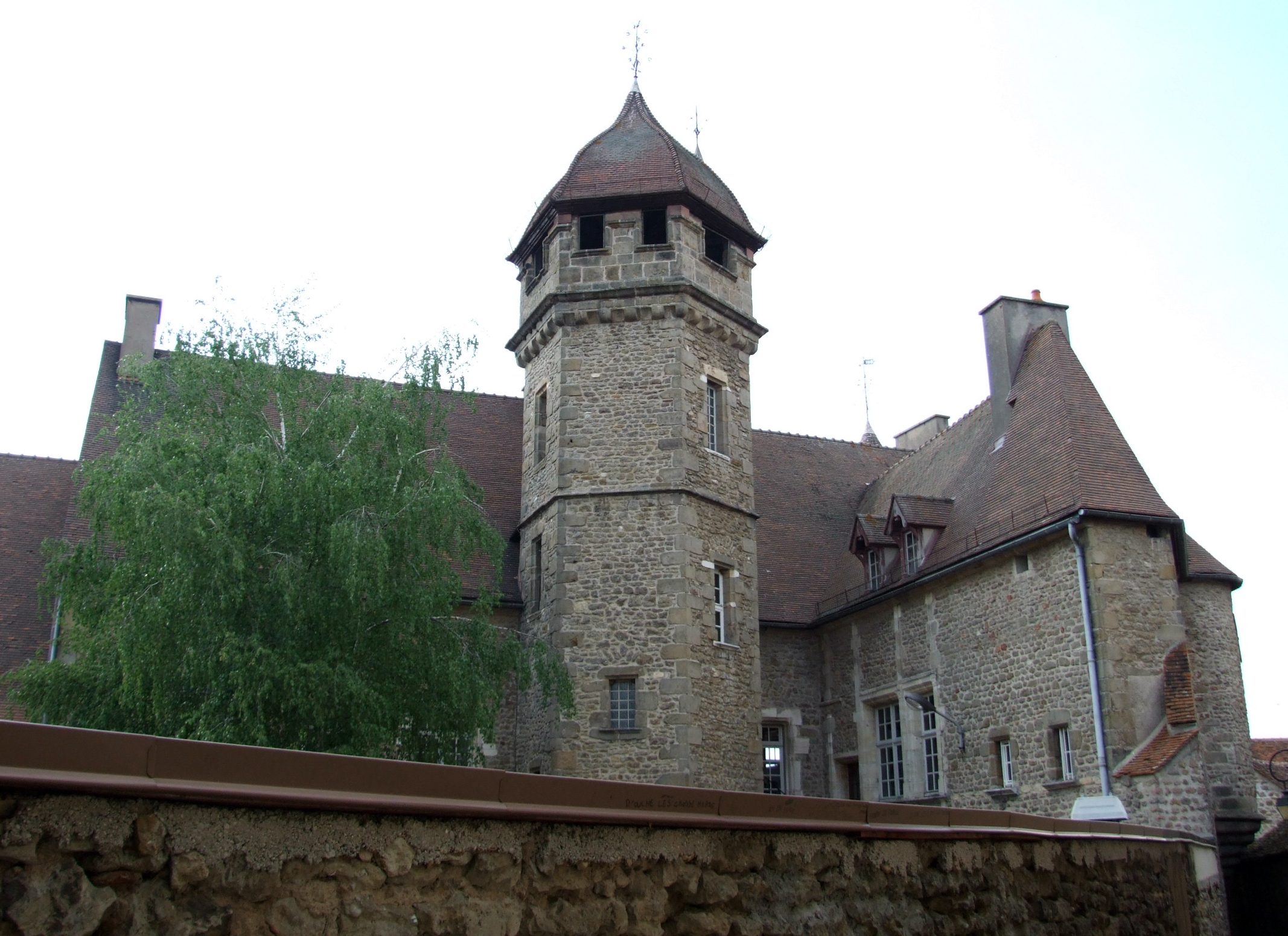
Château d'Arnay-le-Duc dit « ancien château des Princes de Condé ».
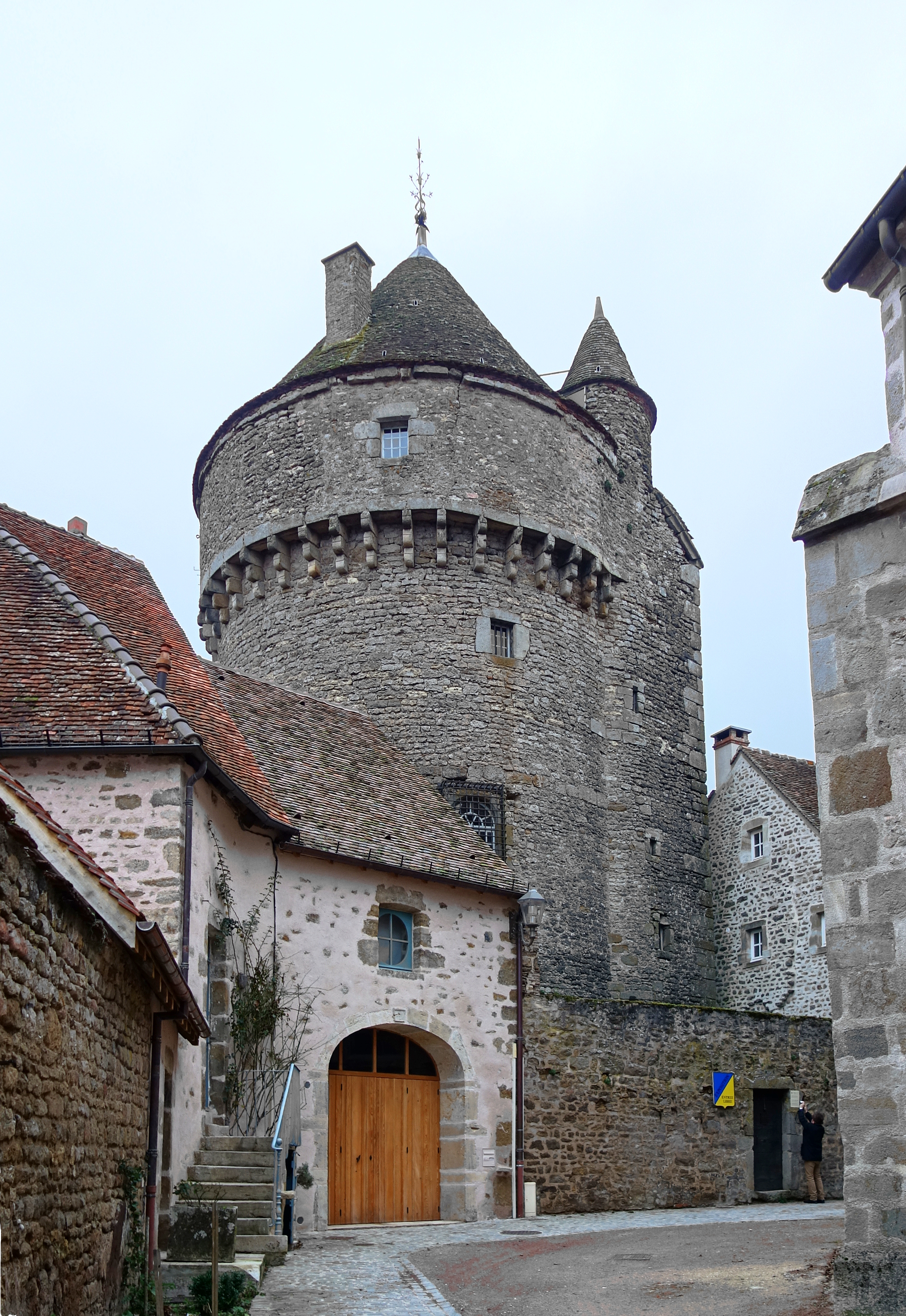
Tour de la motte forte.
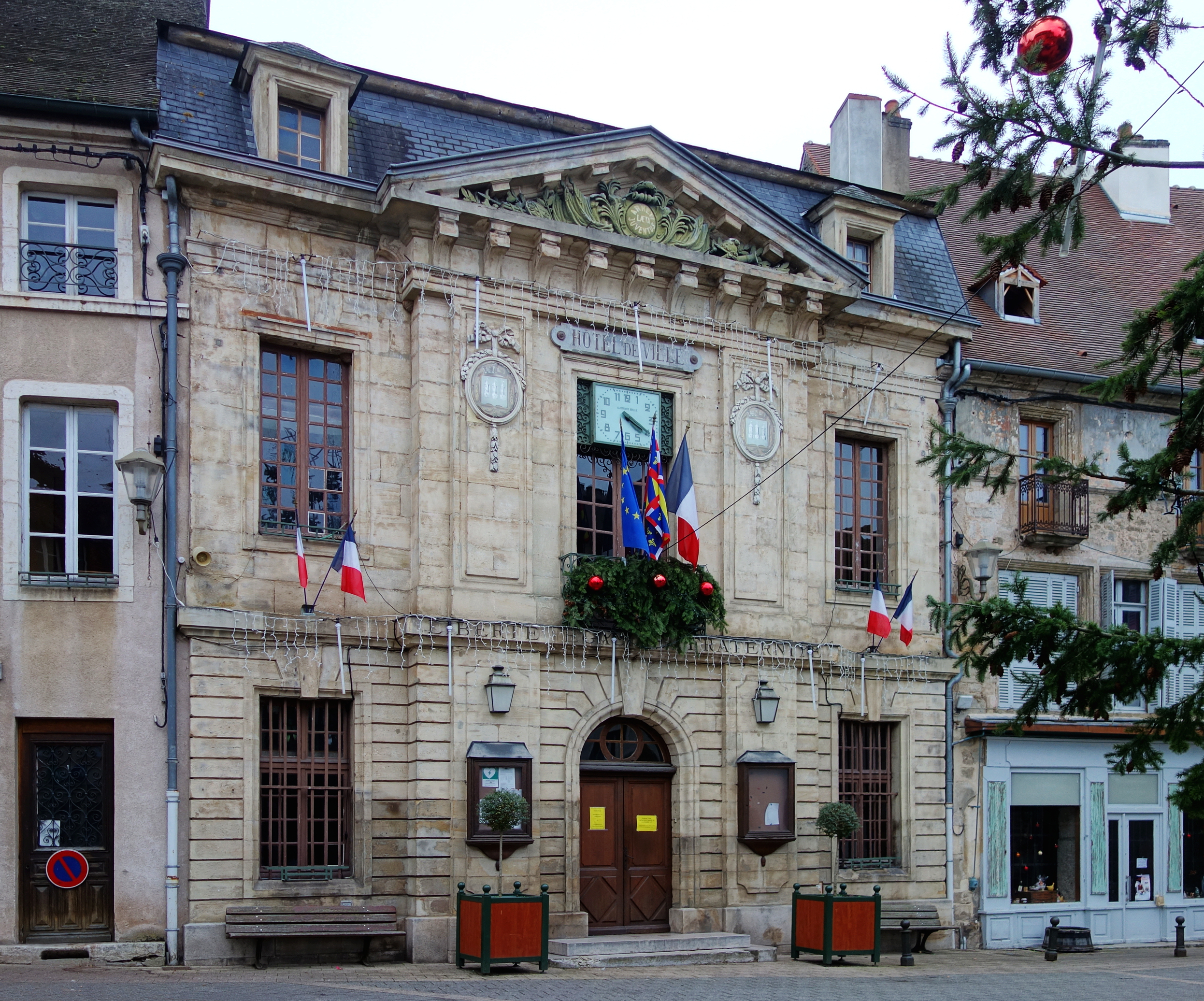
Ancien couvent des Ursulines.

Arnay-le-Duc bénéficie du label « ville fleurie » avec deux fleurs attribuées par le Conseil national des villes et villages fleuris de France au concours des villes et villages fleuris.

### Personnalités liées à la commune
- Bonaventure Des Périers, conteur français peut-être né en 1510 à Arnay-le-Duc et mort en 1543 au même lieu.
- Philibert Lambert (1664 - 1731), contrôleur au grenier à sel et poète.
- François Languet, religieux minime né à Arnay-le-Duc et décédé à Chalon-sur-Saône en 1735, distingué pour sa piété et sa science.
- Guy Boulliotte (1724-1798), curé d'Arnay-le-Duc, homme politique né et décédé à Arnay-le-Duc, député du clergé aux États généraux de 1789.
- Antoine Guiot (1738-1790) député du tiers état aux États généraux de 1789, maire d'Arnay-le-Duc.
- Pierrette-Claudine Quarré d'Aligny de Jully (1727 - ?), religieuse au couvent des Ursulines.
- Louise-Thérèze Quarré d'Aligny de Jully (1729 - ?), religieuse au couvent des Ursulines, sœur de la précédente[22].
- Jean Baptiste Fondard, né à Arnay-le-Duc le 31 octobre 1733, qui, après une longue carrière dans l'armée royale, fut élu le 3 septembre 1791 lieutenant-colonel en second du 2e bataillon des volontaires de la Côte-d'Or et périt le 11 juin 1792 au combat de La Glisuelle.
- Charles Théveneau de Morande, libelliste, espion, journaliste polémique français né le 9 novembre 1741 à Arnay-le-Duc et décédé à Arnay-le-Duc en 1805.
- Général Baron Claude Testot-Ferry, vétéran des armées républicaines, impériales et royales, commandeur de la légion d’honneur, né à Arnay-le-Duc le 20 mai 1773 et décédé à Châtillon-sur-Seine le 25 août 1856. Une plaque commémorative a été déposée le 16 septembre 2007 sur sa maison natale (rue des trois Tourelles) lors d’une journée organisée en sa mémoire par la ville et le Souvenir Napoléonien présidé par Alain Pigeard.
- François Auguste Dubois, né à Arnay-le-Duc en 1814 et mort à Paris en 1888, député de la Côte-d'Or entre 1871 et 1888.
- Claude Guyot, Né à Chassenay le 28 février 1890, de parents agriculteurs, Claude Guyot suivra de solides études qui feront de lui un licencié ès lettres et un agrégé de grammaire. Professeur de latin-grec au lycée de Dijon, il sera promu officier de la Légion d'Honneur au titre de l'Éducation nationale. Marié à Jeanne Vollot, fille d'un ancien maire d'Arnay-le-Duc, il a un autre lien avec les fonctions qui l'attendent : son grand-père paternel a été maire républicain de Maligny. Dans sa séance du 27 décembre 1926, le conseil municipal de la ville d'Arnay-le-Duc est appelé à élire un maire. Claude Guyot est élu et le restera jusqu'à son décès qui survient le 30 avril 1965. Mobilisé en 1939, puis démobilisé en 1940, il est révoqué en 1942 et le conseil municipal d'Arnay-le-Duc dissous par arrêté ministériel paru au Journal officiel en date du 8 mars 1942. Le 17 septembre 1944, Claude Guyot retrouve son fauteuil de maire d'Arnay-le-Duc et réapparait dans l'allégresse de la Libération. Durant son absence, Claude Guyot n'a pas perdu son temps, résistant dès l'appel du général de Gaulle, il a créé en novembre 1943, le premier Comité Départemental de la Libération de la Côte d'Or qui lui vaudra à la Libération la présidence du Comité régional et, en 1947, la médaille de la Résistance. Historien, il a publié plusieurs ouvrages.
- Denis Barberet (1714 -1770), médecin, homme de science.
- Stephen Pichon (1857-1933), homme d’État français, journaliste, diplomate et ministre des Affaires étrangères sous la Troisième République. Il fut notamment sénateur du Jura de 1906 à 1924 et président du Conseil général en 1917.
- Jules Poillot, député sous la Troisième République.
- Pierre Meunier, député-maire de la commune, né à Dijon le 15 août 1908, fait carrière dans la finance publique et devient contrôleur financier aux ministères de la santé publique et du travail. Il fait la connaissance de Jean Moulin au cabinet de Pierre Cot ministre de l'air en 1936. Le 27 mai 1943, il est nommé secrétaire général du Conseil national de la Résistance que préside Jean Moulin. Après l’arrestation de Jean Moulin il continue la lutte clandestine aux côtés de Georges Bidault qui préside le CNR. En 1945-46 Pierre Meunier est chef de cabinet de Maurice Thorez, ministre d’État, chargé de la fonction publique, à ce titre il élabore le statut général des fonctionnaires. Pierre Meunier remplit de nombreux mandats électifs : membre de l’assemblée consultative, il est élu conseiller général d’Arnay-le-Duc en 1945, député de la Côte-d’Or de 1946 à 1958, vice-président de l’Assemblée nationale, conseiller régional de Bourgogne de 1976 à 1979. Il sera maire d’Arnay-le-Duc de 1971 à 1983.
- Jean Nasica, né à Prato en Haute-Corse, fils de militaire. Il devient médecin et arrive par erreur à Arnay-le-Duc où il s’installe comme généraliste. En 1939, la guerre éclate mais Nasica surnommé « le Doc' » continue à être « le médecin des pauvres » mais il incite à la haine envers l'envahisseur allemand. Plus tard, ces derniers et Vichy s’intéressent à lui, il part et participe à la création du maquis René Laforge. Il meurt finalement pendant une fusillade entre résistants et soldats allemands. Plusieurs monuments lui sont dédiés. En 2008 un documentaire accompagné d'une fiction est sorti. C’est l’aboutissement de deux ans de travail entre les élèves de l'école Pierre-Meunier et du collège Claude-Guyot.
- Albert Albrier, (1845-1878), écrivain.
- Tristan Maya, (1926-2000), écrivain, poète, critique littéraire, romancier, membre de l'Académie du Morvan.
- François Deroye (1884-1914), aviateur.
- Paul Lacoste (1920-1995), chirurgien, professeur d'anatomie et artiste peintre.
- Didier Godard (1952-), essayiste et historien

### Héraldique
| Blason | Blasonnement : D'azur aux trois tour crénelées et couvertes d'argent, ouvertes d'or, ajourées, maçonnées et girouettées de sable, celle du milieu plus haute. |

### Télévision
La ville a servi de cadre à l'émission télévisée Coup de foudre au prochain village diffusée sur TF1 en février 2013.[réf. nécessaire]